# Dirithromycine
La dirithromycine est une molécule antibiotique, de la classe des macrolides.

## Mode d'action
La dirithromycine inhibe la synthèse protéique bactérienne par fixation au ribosome bactérien.